# 何祖杰
何 祖杰（か そけつ、1981年 - ）は文学博士、日本のドキュメンタリーディレクター。

## 経歴
1981年中国福建省生まれ。東京国際大学国際関係学部国際報道学科卒業、中国国立華僑大学大学院経営研究科修了、暨南大學文学院で文学博士号を取得。株式会社メディア・ワンと株式会社アジアドキュメンタリーを経て、フリーランスへ。

## 主な作品
- 映画「唐人街探案３」(和訳：唐人街探偵東京MISSION) 役職：撮影部コーディネーター　２０２１年７月
- Where We Call Home「A University Fostering Exchange and Diversity」 NHK WORLD 役職：ディレクター　２０２１年９月
- Where We Call Home「Struggles for Recovery in the Restaurant Industry」NHK WORLD 役職：ディレクター　２０２1年７月
- 地球リアル「青年空間～中国　一人っ子世代の本音～」NHK 役職：ディレクター　２０１７年３月
- ドキュメンタリーWAVE「岐路に立つ中国の漁村〜乱獲の果てに〜」 NHK 役職：ディレクター　２０１６年３月
- 日中共同制作番組「天山を往く～氷河の恵み　シルクロード物語～」 BSフジ 役職：ディレクター　２０１６年２月
- 国際報道２０１５「優秀な人材は中国で　中小企業期待の“逆求人” 」NHK 役職：ディレクター　２０１５年３月
- 国際報道２０１５「“一人っ子”の同性愛に揺れる中国 」NHK 役職：ディレクター　２０１５年２月
- ドキュメンタリーWAVE「中国の危険な食品第１回 安全を求めて立ち上がった市民たち」NHK 役職：ディレクター　２０１４年11月
- ドキュメンタリーWAVE『中国の危険な食品第２回 安全をどう確保するのか〜生産現場の格闘〜」NHK 役職：取材ディレクター　２０１４年11月
- ドキュメンタリーWAVE「密着　ビットコイン最前線」 NHK 役職：ディレクター　２０１４年７月
- ドキュメンタリーWAVE「水質汚染と闘う ～中国・ガン多発村で何がおきているのか～」NHK 役職：ディレクター　２０１３年１２月
- 歌が大地を駆け巡る～中国青海・純愛物語～  BSフジ  役職：取材ディレクター　２０１３年１１月
- ドキュメンタリーWAVE「大地は誰のものか～ロシアを耕す中国人～」NHK 役職：ディレクター　２０１２年７月
- ドキュメンタリーWAVE「南京長江大橋に星を～中国　急増する農民工の自殺」NHK 役職：ディレクター　２０１２年３月
- 中国”黄色い大地”に生きる〜世界最大級の菜の花畑〜　BSフジ  役職：取材ディレクター　２０１１年１０月
- スーパーニュース特集「茨城～仙台へ　上海メディアが伝えた日本」 フジテレビ 役職：ディレクター ２０１１年４月
- スーパーニュース特集「中華街も動いた！フカヒレ名産地を救え」フジテレビ 役職：ディレクター ２０１１年４月
- BS世界のドキュメンタリー「忘れられたヒマワリ　～中国　“知識青年”たちの闘い～」NHK 役職：取材ディレクター ２０１１年２月
- 開局45周年記念番組「封印された三蔵法師の謎～シルクロード30,000キロに挑んだ男～」テレビ東京 役職：コーディネーター  ２０１０年９月
- スーパーニュース特集「激突！上海“美の女王”　乙女達の頂上決戦！！」フジテレビ 役職：ディレクター ２０１0年７月
- 報道発ドキュメンタリースペシャル「昭和史最大のスクープ　川島芳子は生きていた！」テレビ朝日 役職：コーディネーター ２００９年４月
- 「ガラスのうさぎ」高木敏子 紀伊国屋書店 役職：演出補  ２００８年２月
- 学問と情熱　渋沢敬三 紀伊国屋書店 役職：演出補 ２００７年１２月